# Forn de calç (la Vall de Bianya)
El Forn de calç és una obra de la Vall de Bianya (Garrotxa) inclosa a l'Inventari del Patrimoni Arquitectònic de Catalunya.

## Descripció
Proper al Molí de la Coromina va existir una petita indústria de ciment que utilitzava les margues calcàries de la contrada. N'ha restat el forn, bastit amb grans blocs de pedra poc escairats. Té la forma típica d'una naveta menorquina amb porta dovellada. Aquest forn és dels pocs que es conserven a la comarca en bon estat i d'aquest tipus constructiu.